# مخمل سیاه
مخمل سیاه (به ایتالیایی: Velluto Nero) فیلمی در رانژ درام، رومانتیک به کارگردانی برونلو روندی محصول سال ۱۹۷۶ ایتالیا است. فیلم نامه این اثر بر اساس داستانی از فردیناندو بالدی توسط برونلو روندی نوشته شده‌است. از بازیگرانی که دراین فیلم به ایفای نقش پرداخته‌اند، می‌توان به نیه‌بس ناوارو، آل کلیور، لورا خمسر، آنی بل، گابریله تینتی، فیودور شالیاپین و زیگی زنگر اشاره کرد.
این فیلم با وجود نام جایگزین امانوئل سیاه، امانوئل سفید و همچنین حضور لورا خمسر در آن، هیچ ارتباطی با دیگرفیلم‌های امانوئل ندارد.

## خلاصه داستان
«لورا» یک مدل لباس و همسر عکاس ظالمش «کارلو» به مصر سفر می‌کنند تا «کریستال» دوست ثروتمند اما ناامید لورا را ملاقات کنند. در کاخ کریستال، لورا با «پینا» دختر کریستال از شوهر سابقش، دوست می‌شود و تحت طلسم روحانی فاسد «هوراسیو» قرار می‌گیرد.